# 豪勒瓦達格區
豪勒瓦達格區是索馬利亞的一個區，位於該國東南方的巴納迪爾州。其管轄範圍包括索馬利亞首都摩加迪休的中北部地區，該國最大的市場－巴卡拉市場亦位於此區。

## 外部鏈結
- Districts of Somalia（页面存档备份，存于）
- 豪勒瓦達格區行政區域圖（页面存档备份，存于）

2°02′00″N 45°21′00″E / 2.0333°N 45.3500°E